# Lúčanské jazierko
Lúčanské jazierko – niewielkie jeziorko w końcowym stanie zaniku, znajdujące się na Płaskowyżu Górnego Wierchu (słow. Horný vrch) w Krasie Słowacko-Węgierskim na Słowacji. Powierzchnia (ok. 2000 r.): 0,17 ha.
Leży na wysokości 729 m n.p.m. w centralnej części płaskowyżu, w katastrze wsi Lúčka w powiecie Rożniawa, ok. 1,7 km na południe od centrum wsi. Jego średnica wynosiła kiedyś ok. 35 m. Powstało przez zatkanie niewielkiego ponoru usytuowanego w płytkim zagłębieniu terenu u północnych podnóży jednego z najwyższych punktów Górnego Wierchu – bezimiennego wzniesienia o wysokości 817 m n.p.m. Było zasilane niewielkim stokowym źródłem, usytuowanym ok. 40 m na północny zachód od jego brzegu, obecnie zanikającym.
Przez dziesiątki lat jeziorko było wodopojem dla bydła wypasanego na rozległych okolicznych pastwiskach. W ostatnich latach zarastało roślinnością wodną do tego stopnia, że w suche lata tafla wody praktycznie zanikała. W 2012 r. na jego miejscu jest już tylko niewielkie mokradło, które w następnych latach (2022) zmienia się latem w podmokłą łąkę.
Skrajem jeziorka biegnie czerwono znakowany szlak turystyczny, przecinający cały płaskowyż ze wschodu na zachód.